# 徐麗麗
徐　麗麗（じょ　れいれい　Xu Lili 1988年2月18日- ）は、中国の山東省・浜州市出身の柔道選手。階級は63kg級。身長166cm。同じ63kg級で北京オリンピックに出場した徐玉華は姉。

## 人物
柔道は10歳の時に始めた。2007年に地元中国の北京で開催された世界団体では優勝メンバーの一員となった。2008年の北京オリンピックには姉の徐玉華との代表争いに敗れて出場できなかった。2011年の世界選手権では2回戦で敗れ、2012年のワールドマスターズでは上野順恵に敗れて3位だった。同年のロンドンオリンピックには姉との代表争いに勝って出場すると決勝まで進んだが、決勝でスロベニアのウルシカ・ジョルニルの技ありで敗れて銀メダルに終わった。

## 主な戦績
- 2006年 - 青島国際　2位
- 2007年 - 世界団体　優勝
- 2007年 - 嘉納杯　3位
- 2008年 - 東アジア選手権　3位
- 2008年 - 嘉納杯　3位
- 2009年 - ワールドカップ・ウィーン　3位
- 2010年 - グランドスラム・リオデジャネイロ　5位
- 2010年 - ワールドカップ・サンパウロ　優勝
- 2010年 - ワールドカップ・スウォン　優勝
- 2011年 - グランドスラム・パリ　2位
- 2011年 - ワールドカップ・オーバーヴァルト　優勝
- 2011年 - アジア選手権　優勝
- 2011年 - グランドスラム・モスクワ　3位
- 2011年 - ワールドカップ・マドリード　2位
- 2011年 - グランプリ・アブダビ　5位
- 2011年 - グランプリ・アムステルダム　3位
- 2011年 - グランプリ・青島　優勝
- 2012年 - ワールドマスターズ　3位
- 2012年 -　ロンドンオリンピック　2位
- 2012年 - 世界団体　2位
- 2013年 - アジア選手権　優勝